# 255 (số)
255 (hai trăm năm mươi lăm) là một số tự nhiên ngay sau 254 và ngay trước 256.